# Eubazus aliochinoi
Eubazus aliochinoi är en stekelart som beskrevs av Sergey A. Belokobylskij 1998. Eubazus aliochinoi ingår i släktet Eubazus och familjen bracksteklar. Inga underarter finns listade i Catalogue of Life.